# De Hoop (Oude Niedorp)
De Hoop is een achtkante grondzeiler in het Nederlandse dorp Oude Niedorp.
Hij is omstreeks 1641 gebouwd, waarschijnlijk als vervanger van een eerdere molen. In 1916 is in een naastgelegen as een hulpmotor geplaatst, die via een ondergrondse as de werktuigen in de molen aandreef. De molen heeft tot in de jaren vijftig van de twintigste eeuw gemalen, en is uiteindelijk in 1961 stilgezet. In 1962 is hij verkocht aan de gemeente. Sinds 2000 kan de molen weer malen.